# Frisch (Unternehmen)
Die 1902 gegründete Eisenbauanstalt Gebrüder Frisch Augsburg war ein deutsches Unternehmen für Stahlbau und Maschinenbau, das ab 1913 zunächst als Heinrich Frisch KG und 1953 als Eisenwerk Gebr. Frisch KG firmierte. 1971 erfolgte die Umwandlung in die Frisch GmbH. Im Jahre 1977 übernahmen schließlich die FAUN-Werke das Unternehmen und bildeten die FAUN-Frisch-Baumaschinen GmbH. Die Produktionsstandorte des Unternehmens mit zeitweise mehr als 2000 Mitarbeitern befanden sich in Augsburg und ab 1936 auch in Kissing. Später kamen noch kleinere Zweigwerke in Mechernich und Liblar hinzu.

## Unternehmensgeschichte
Für die Planung und Ausführung von Eisen- bzw. Stahlkonstruktionen gründeten die Brüder Heinrich Frisch jun. und Nikodemus Frisch im Jahr 1902 die Eisenbauanstalt Gebrüder Frisch Augsburg. Sie richteten ihre Produktion zunächst in der 1867 eröffneten Kunst- und Bauschlosserei ihres Vaters Heinrich Frisch in der Innenstadt von Augsburg ein. Bereits zwei Jahre später verließen die beiden Brüder diese Werkstätte aufgrund der beengten Platzverhältnisse und bauten ein neues Werk am damaligen Stadtrand an der Böheimstraße auf. Ein besonderer Vorteil des neuen Standorts war der vorhandene Gleisanschluss der Augsburger Localbahn. 1906 erweiterten die beiden Brüder die Produktion und fertigten fortan auch Weichen, Drehscheiben und Schiebebühnen.
Heinrich Frisch jun. zog sich 1913 aus dem Unternehmen zurück. Daraufhin wurde der Kaufmann August Stärker Teilhaber und kaufmännischer Geschäftsführer. Gleichzeitig wandelte man das Unternehmen in eine Kommanditgesellschaft um und firmierte fortan als Heinrich Frisch KG. 1926 schied August Stärker wieder aus dem Unternehmen aus und Nikodemus Frisch übernahm allein die Leitung. Im gleichen Jahr begann Frisch mit der Entwicklung von Maschinen für den Bau und die Erhaltung von Straßen.
Auftragsbedingt wuchs die Belegschaft von 109 im Jahre 1933 auf über 250 Mitarbeiter im Jahre 1935 an. In der Zeit des Nationalsozialismus profitierte der Betrieb erheblich von der Rüstungswirtschaft und konnte seine Umsätze weiter steigern. Zu den Auftraggebern zählten unter anderem das Heereswaffenamt, einige Heeresbauämter, das Reichsluftfahrtministerium sowie die Deutsche Reichsbahn und die Reichspost. Gleichzeitig fungierte das Unternehmen als Zulieferer von MAN und Messerschmitt. Aufgrund der Vielzahl von Aufträgen plante Nikodemus Frisch 1934 eine Erweiterung des Produktionsgeländes. Da die notwendigen Flächen an der Böheimstraße nicht verfügbar waren, erwarb Frisch einen neuen Standort in Kissing unmittelbar an der Bahnstrecke Augsburg-München und eröffnete dort nach Fertigstellung der Bauarbeiten 1936 die Produktion.
Im Jahr 1938 übertrug Nikodemus Frisch die Geschäftsführung an seine beiden Söhne Ernst und Fritz. Die Belegschaft war zu dieser Zeit auf etwa 350 Personen angewachsen. Ab 1942 erhielt der Betrieb zudem direkt Aufträge von der Wehrmacht. Bis Kriegsende machten diese Aufträge im Schnitt etwa 30 % des Gesamtumsatzes aus. Um die damit verbundenen Produktionsziele erreichen zu können, wurden rund 50 bis 60 Zwangsarbeiter eingesetzt. In den letzten beiden Kriegsjahren erlitt das Werk an der Böheimstraße mehrere Beschädigungen durch Bombentreffer, die erst nach Kriegsende wieder vollständig beseitigt werden konnten. Am 12. Juni 1945 ordnete die US-Militärregierung die Reparatur von 200 Eisenbahnwaggons an.
Nach dem Zweiten Weltkrieg erholte sich Frisch relativ rasch. Der Bauboom in den 1950er Jahren und der damit verbundene Bedarf an Baumaschinen und Stahlbaukonstruktionen für den Wiederaufbau zerstörter Brücken und Gebäude bescherte dem Unternehmen hohe Umsätze. Die Belegschaft wuchs ausgehend von etwa 500 Mitarbeitern im Jahre 1952 auf rund 1000 im Jahr 1957 an. 1953 erfolgte eine verstärkte Ausrichtung auf die Produktion von Baumaschinen sowie die Umfirmierung in Eisenwerk Gebr. Frisch KG (EGFA). In den darauffolgenden Jahren erweiterte das Unternehmen sein Baumaschinenprogramm und erlangte so eine große Bekanntheit in der Branche. 1959 übertrug Frisch den Vertrieb seiner Baumaschinen dem Duisburger Handelsunternehmen Klöckner & Co.
Die 1960er Jahre waren zu Beginn des Jahrzehnts weiterhin von starkem Wachstum geprägt. Nach Eröffnung der Zweigwerke in Mechernich und Liblar beschäftigte Frisch 1968 etwa 1700 Mitarbeiter und erzielte einen Jahresumsatz von rund 70 Millionen DM. Mittlerweile gehörten auch zahlreiche Auslandsvertretungen zum Unternehmen. Nach der Auflösung der Zusammenarbeit mit Klöckner & Co nahm Frisch den Vertrieb und Kundendienst zunächst selbst in die Hand. Die Geschäftsführung musste gegen Ende der 1960er Jahre jedoch feststellen, dass die Absatzzahlen bei den Baumaschinen sanken. Um den Verkauf wieder anzukurbeln und Kosten einzusparen, entschied man sich zur Zusammenarbeit mit dem norddeutschen Hersteller Hatra. So wurde zum 1. Januar 1968 die Hatra-Frisch GmbH gegründet und Vertrieb und Kundendienst gemeinsam organisiert. Da sich die Erwartungen jedoch nicht erfüllten, wurde die Verbindung 1969 wieder aufgelöst und der Vertrieb ab 1970 von der Frisch-Baumaschinen GmbH übernommen.
Der Höchststand der Beschäftigtenzahl wurde schließlich Anfang der 1970er Jahre erreicht. So arbeiteten 1971 rund 2100 Arbeiter und Angestellte bei dem Unternehmen. Im gleichen Jahr änderte man die Rechtsform in eine GmbH und firmierte nun schlicht als Frisch GmbH. Die Ölkrise 1973 sorgte dafür, dass Frisch in wirtschaftliche Schwierigkeiten geriet und die verlustreiche Stahlbausparte schließen musste. Der Absatz von Baumaschinen erholte sich Mitte der 1970er Jahre wieder etwas, der Umsatz lag bei 159 Millionen DM und die Verkaufszahlen von Baumaschinen stiegen auf 700 Maschinen pro Jahr an. Dabei spielte auch der Export ins Ausland eine wichtige Rolle. Bis 1975 waren seit Produktionsbeginn rund 50.000 Baumaschinen verkauft worden.
1977 übernahm FAUN die Kapitalmehrheit der Frisch GmbH. Grund für die Übernahme war die trotz hoher Marktanteile (10 % bei den Radladern und 50 % bei den Gradern in Deutschland) anhaltend schlechte wirtschaftliche Lage des Unternehmens. Die Fertigung von Radladern und Gradern wurde von der neu gebildeten FAUN-Frisch-Baumaschinen GmbH mit Hauptsitz in Lauf an der Pegnitz fortgeführt und ergänzte das bisher bestehende Muldenkipper-Programm von FAUN. 1986 kamen die FAUN-Werke und damit auch die FAUN-Frisch-Baumaschinen GmbH zum O&K-Konzern. 1998 erwarb die Fiat-Tochter New Holland die Baumaschinensparte von O&K und stellte 1999 die Fertigung im ehemaligen Frisch-Werk in Kissing vollständig ein.

## Produkte

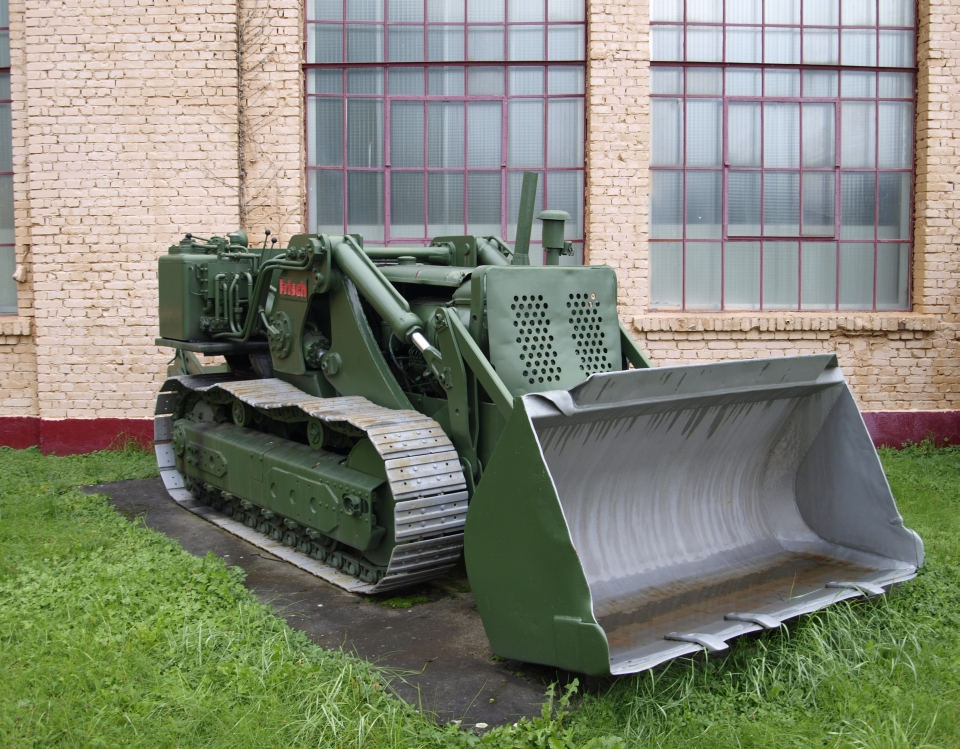
Deutz-Raupenschlepper DK 60 mit Ladeschaufel von Frisch

In den Anfangsjahren konzentrierte sich das Unternehmen auf die Herstellung von Eisenkonstruktionen, die beim Bau von Dachstühlen, Lager- und Fabrikhallen sowie Straßen- und Eisenbahnbrücken zum Einsatz kamen. So lieferte Frisch die Stahlkonstruktion für den Ludwigsbau, die Lechbrücke bei Gersthofen und die Einlaufschleusen am Hochablass. Wenige Jahre später kam die Fertigung von Weichen, Drehscheiben und Schiebebühnen für die Königlich Bayerischen Staatseisenbahnen hinzu.
Neben der Fertigung von Stahlbauten beschäftigte sich Frisch ab 1926 mit der Entwicklung von Baumaschinen für den Bau und die Erhaltung von Straßen. Das Ergebnis dieses Entwicklungsprozesses war der Anhänge-Grader Licus, der wenig später auf den Markt kam und bis 1934 hergestellt wurde. Sein Nachfolger war der ab 1936 produzierte Typ E. Zudem brachte das Unternehmen im gleichen Jahr einen selbstfahrenden Grader mit dem Namen Augusta auf den Markt, es handelte sich dabei um den ersten in Deutschland hergestellten Motorgrader.
In der Nachkriegszeit hielt Frisch an der Entwicklung und Fertigung von Baumaschinen fest und präsentierte 1949 den neu konzipierten Motorgrader M 75 H 4, der wahlweise mit einem Deutz- oder Hanomag-Motor ausgestattet werden konnte. Frisch war seinerzeit mit Deutz und Hanomag eng verbunden, da das Unternehmen Frontlade-Einrichtungen für Deutz- und Hanomag-Raupenschlepper lieferte. Gegen Ende der 1950er Jahre nahm Frisch auch Planier- und Überkopf-Ladeeinrichtungen für diese Raupenschlepper in sein Programm auf. Gleichzeitig wurden leistungsfähigere Grader, wie etwa der M 90 H 6, angeboten. Nur kurz im Programm waren dagegen Aufreißer und Schürfkübel zum Anhängen oder Vibrationsplatten- und -schienen sowie Splittrechen.
Mit der Vorstellung eines selbst entwickelten Radladers im Jahre 1959 reagierte Frisch auf das stetig wachsende Interesse der Bauwirtschaft an diesen neuartigen Maschinen. 1960 setzte Frisch zusammen mit dem italienischen Radschlepper-Hersteller Moncalvi die Produktion von Radladern fort. Der Moncalvi-Radschlepper vom Typ Tiger diente dabei als Geräteträger für die Ladeeinrichtungen von Frisch. 1961 folgte dann der Typ 600 in Eigenproduktion. Ab diesem Zeitpunkt präsentierte das Unternehmen seinen Kunden in regelmäßigen Abständen neue Radlader-Modelle. So waren ab 1964 die Typen F 800 und F 1300 und ab 1966 der F 1100 erhältlich. Nach der Einführung der knickgelenkten Radlader Mitte der 1960er Jahre in den Vereinigten Staaten baute auch Frisch ab 1967 mit dem Typ 1800 eine derartige Maschine. Dieser Typ wurde Ende der 1960er Jahre zudem als Müllverdichter angeboten. Besonders leistungsfähig war der 1969 vorgestellte F 3000, der ebenfalls über eine Knicklenkung verfügte und seinerzeit als größter Serien-Radlader Europas galt. Aber auch Radlader ohne Knicklenkung, wie etwa der im gleichen Jahr eingeführte F 900, wurden weiterhin verkauft.

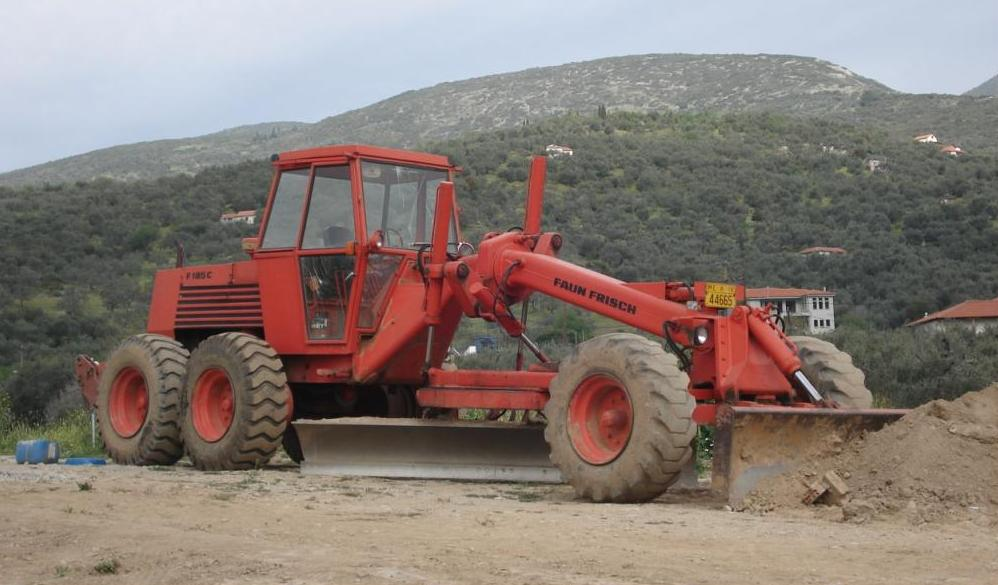
Grader FAUN Frisch 185 C
(ehemals Frisch F 185 C)

Parallel dazu entwickelte Frisch sein Angebot an Gradern weiter. So verließ ab 1963 der Typ F 75 die Kissinger Werkshallen und 1964 folgte ihm der F 185. 1968 kam es dann zur Markteinführung der Typen F 65, F 95, F 115, F 125 und F 145, die erstmals allesamt mit der „Nivomatik“, einer automatischen Steuerung der Schar, ausgestattet werden konnten. In den 1970er Jahren wurden einige dieser Typen weiterentwickelt. Es kamen jedoch auch gänzlich neue Grader auf den Markt, wie etwa der F 85, F 185 oder das seinerzeit in Europa größte Gradermodell F 215. Ähnlich wie bei den Radladern wurde nun auch bei den Gradern die Knicklenkung eingeführt. Eine Besonderheit stellte in diesem Zusammenhang der Mitte der 1970er Jahre erschienene F 65 C dar. Dabei handelte es sich um einen kompakten knickgelenkten Grader, der aus einem Fendt-Triebteil und Frisch-Vorderrahmen bestand.
Mit dem F 2020 präsentierte Frisch 1970 seinen Kunden erstmals einen Raddozer. Zwischen 1970 und der Übernahme durch FAUN im Jahre 1977 kam es darüber hinaus zur Entwicklung weiterer Radlader-Modelle. Nach dem 1970 aufgenommenen und erstmals mit Z-Kinematik ausgestatteten F 1600 folgte ein Jahr später der F 1400. Ein Sonderprodukt stellte dagegen der 1974 vorgestellte und von Fendt stammende Baggerlader für ausländische Kunden dar. Zur gleichen Zeit ging der F 1202 mit dem damals neuartigen hydrostatischem Antrieb in den Verkauf. Ein Jahr vor der Übernahme erfolgte nochmals die Überarbeitung einiger Radladermodelle und die Ausstattung mit dem Steuerungssystem „Priomatik“.

## Standorte

### Werk Augsburg

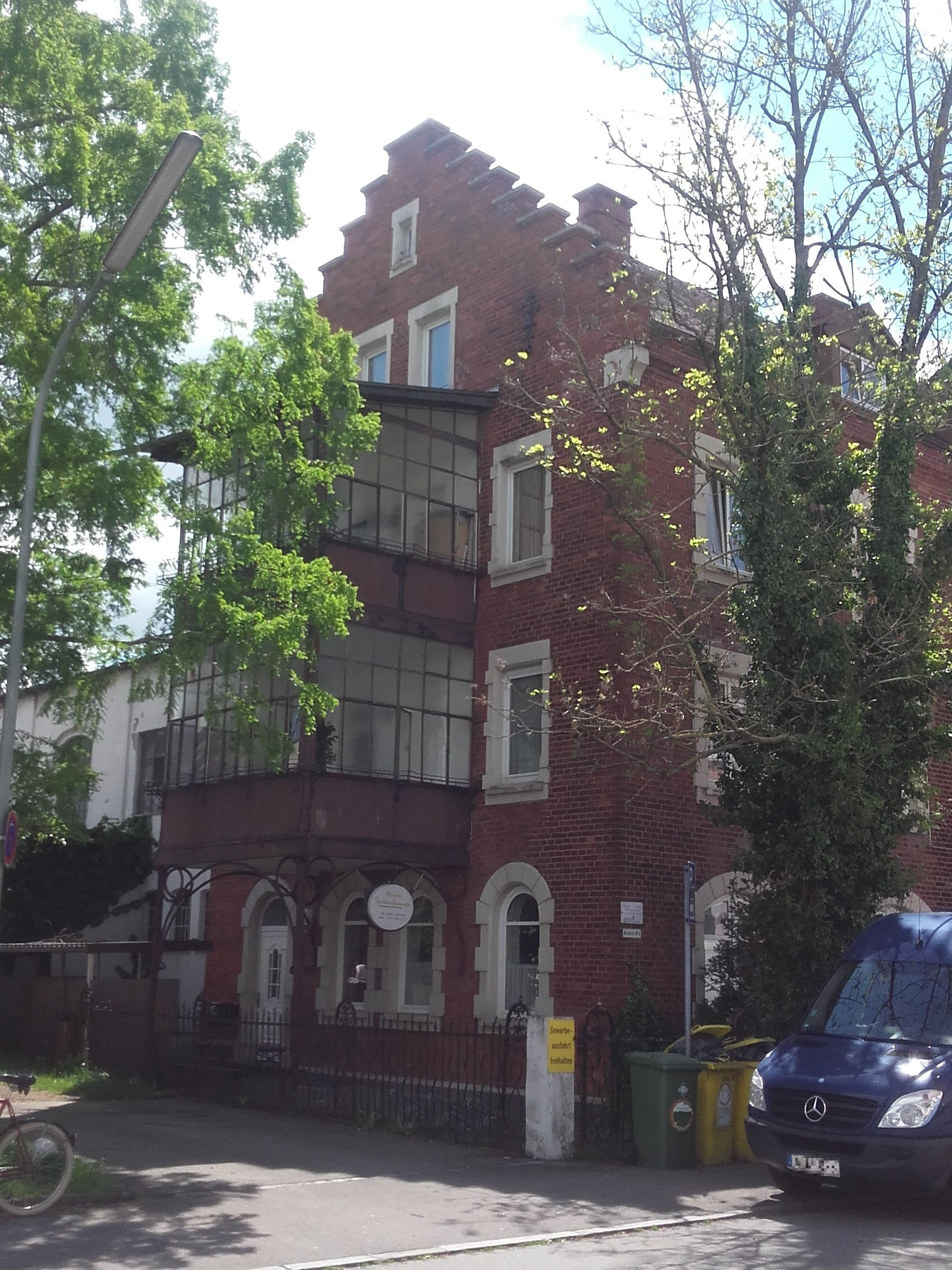
Ehemaliges Verwaltungsgebäude an der Böheimstraße in Augsburg, erbaut 1904 (Aufnahme 2019)

Das Werk an der Böheimstraße in Augsburg (Standort) wurde ab 1904 bezogen und bildete bis zur Verlagerung nach Kissing lange Jahre den Stammsitz des Unternehmens. Das Grundstück mit einer Fläche von etwa 1,8 ha lag im Westen an der Böheimstraße an und war im Norden sowie Osten durch Gleise der Augsburger Localbahn begrenzt. Die östliche Hälfte des Grundstücks erhielt einen Gleisanschluss und diente als offene Lagerfläche. Auf der westlichen Grundstückshälfte dagegen befanden sich mehrere Gebäude. Für die Verwaltung wurde dort ein dreigeschossiger Blankziegelbau nach den Plänen des Baugeschäfts Thormann & Stiefel mit Treppengiebeln, rustizierten Fensterfaschen und einer kunstvoll geschmiedeten Altane gebaut. Mit dieser Gestaltung sollte das typische Aussehen der Augsburger Altstadtbebauung nachempfunden werden. Daran angebaut wurde eine dreischiffige Montagehalle mit Galerien für die Fertigung. Im Jahr 1909 kam ein Werkstättenanbau mit Blankziegelfassade hinzu sowie eine Eisenfachwerkhalle, die gleichzeitig auch als Werbeträger für den Eisenbau des Unternehmens diente. 1916 ließ Frisch zudem ein biedermeierliches Wohn- und Portierhaus nach den Plänen des Augsburger Architekten Leopold Kalbitz an der Böheimstraße errichten.
Nach der Schließung des Werkes wurde das Gelände in einen Gewerbehof umgenutzt. Die Gebäude im westlichen Grundstücksteil bestehen bis heute (Stand Februar 2020). Lediglich das Freigelände im östlichen Grundstücksteil verschwand mit dem Bau der Schleifenstraße um die Jahrtausendwende.

### Werk Kissing
Aufgrund der beengten Platzverhältnisse im Augsburger Werk baute Frisch 1936 in Kissing ein Zweigwerk auf (Standort). Das Grundstück befand sich südlich des Kissinger Bahnhofs und grenzte im Westen an die Bahnlinie Augsburg-München und im Osten an die Reichsstraße 2 (später Bundesstraße 2) an. Auch dieses Werk erhielt rasch einen Gleisanschluss. Nach dem Zweiten Weltkrieg erfolgte nach und nach der Ausbau des Kissinger Werkes und schließlich die Verlegung des Stammsitzes dorthin. Bis zur Übernahme durch die FAUN-Werke im Jahre 1977 erstreckte sich der Standort auf rund 14 Hektar.
Das Werksgelände wurde noch bis 1999 zur Produktion von Baumaschinen genutzt. Anschließend erfolgte die Umwandlung in einen Gewerbehof. Der Gebäudebestand ist bis heute (Februar 2020) nahezu unverändert erhalten geblieben.